# Pfarrkirche Mariä Geburt (Sins)

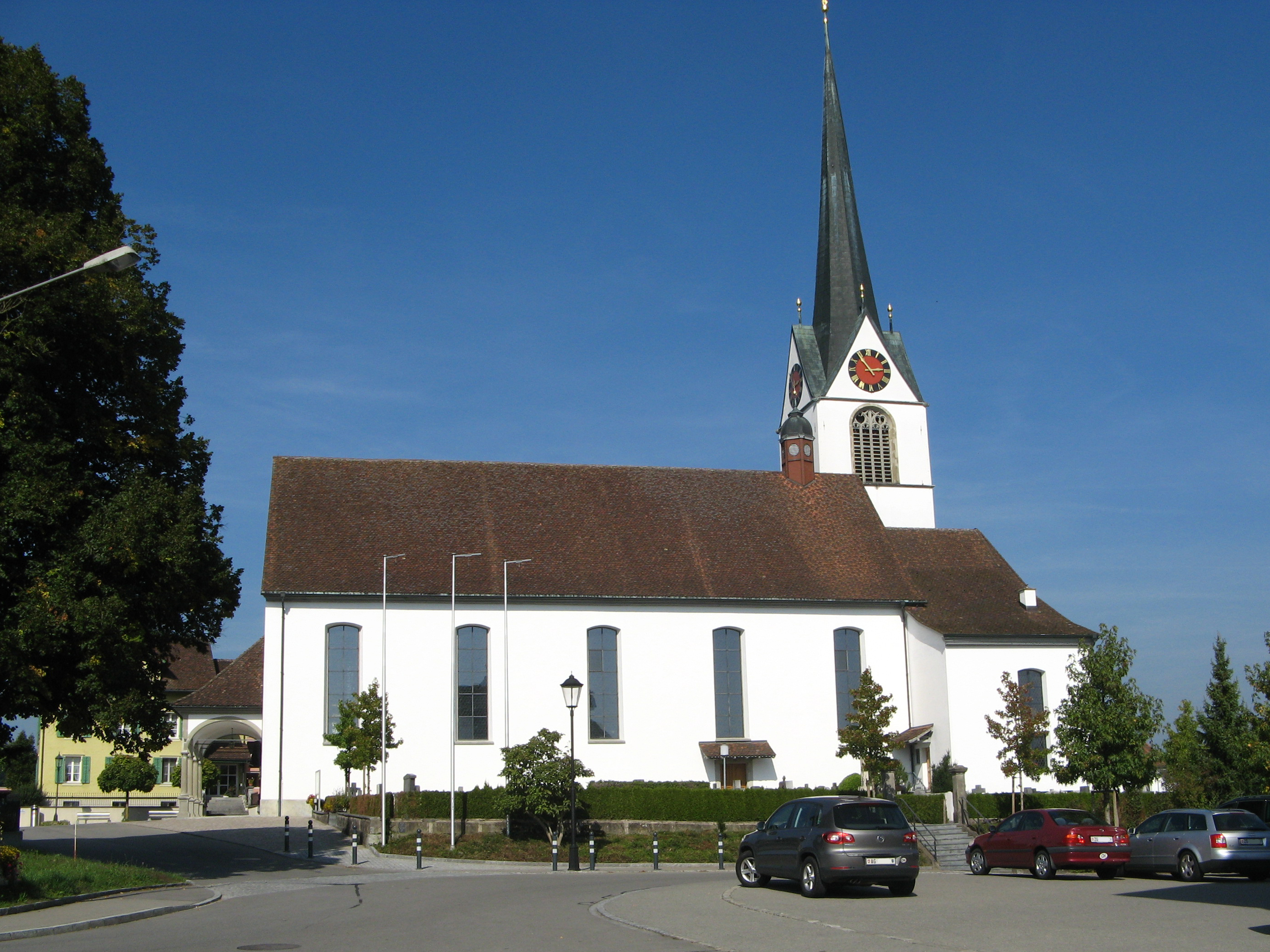
Pfarrkirche Mariä Geburt

Die Pfarrkirche Mariä Geburt ist die römisch-katholische Pfarrkirche von Sins im Kanton Aargau. Das barocke Gebäude entstand in den 1740er Jahren, wobei der Unterbau des Turms aus dem späten 15. Jahrhundert stammt. Die Kirche steht etwas erhöht auf einer Geländestufe nördlich des Dorfzentrums, neben dem Gemeindehaus. 1712 war die Kirche während des Zweiten Villmergerkriegs Schauplatz des Gefechts von Sins.

## Geschichte

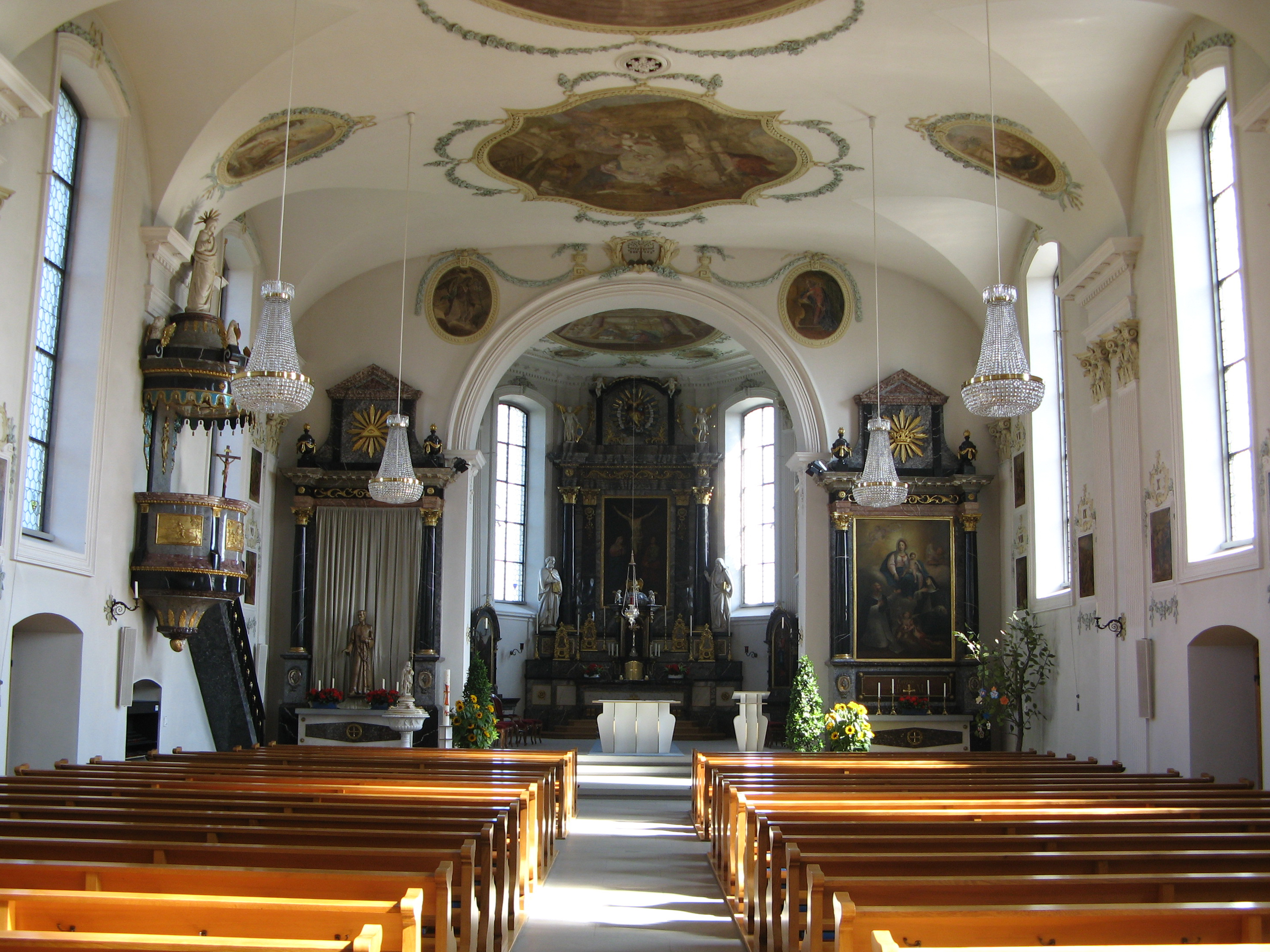
Innenansicht

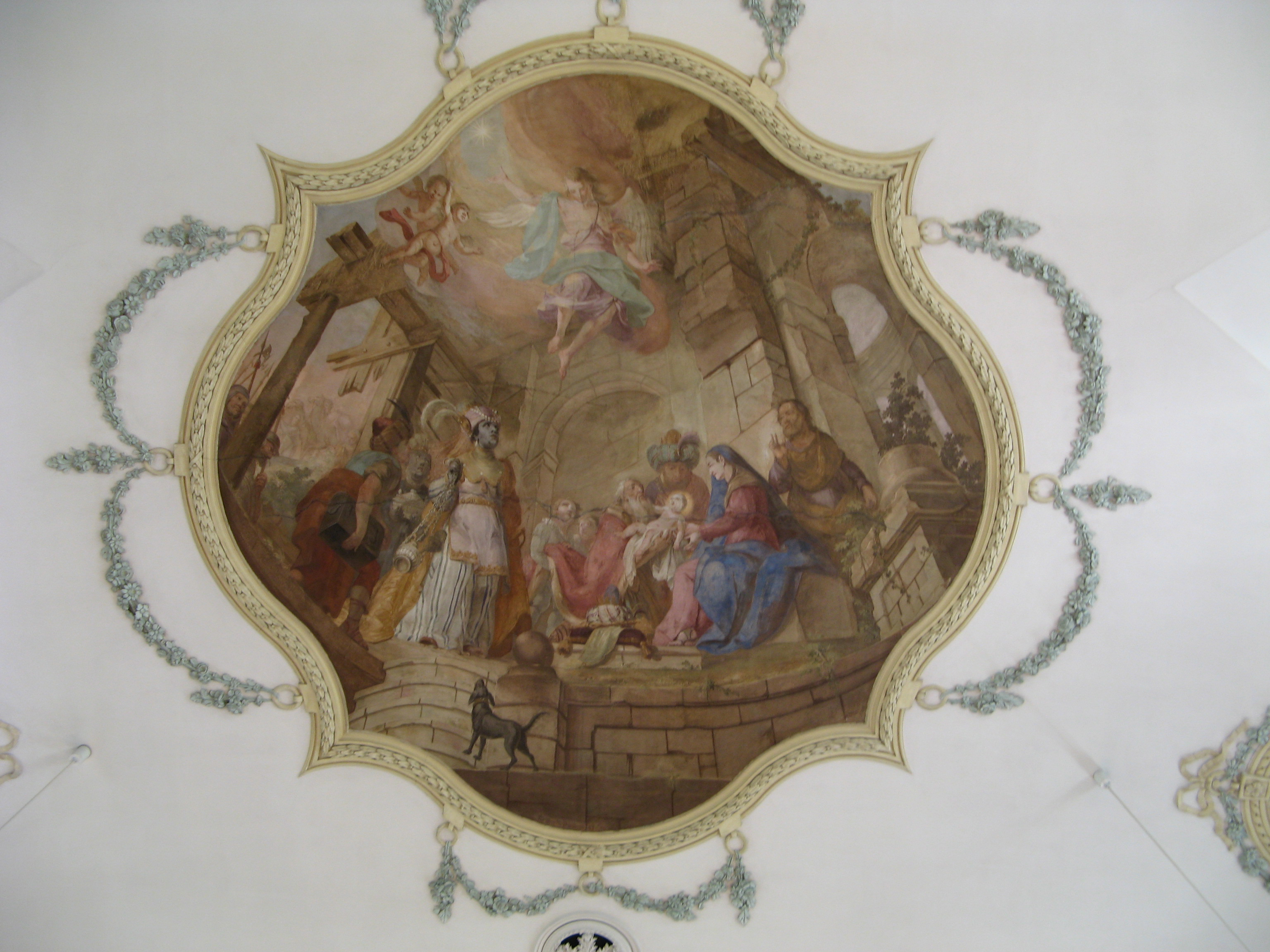
Deckenbild «Anbetung der Könige»

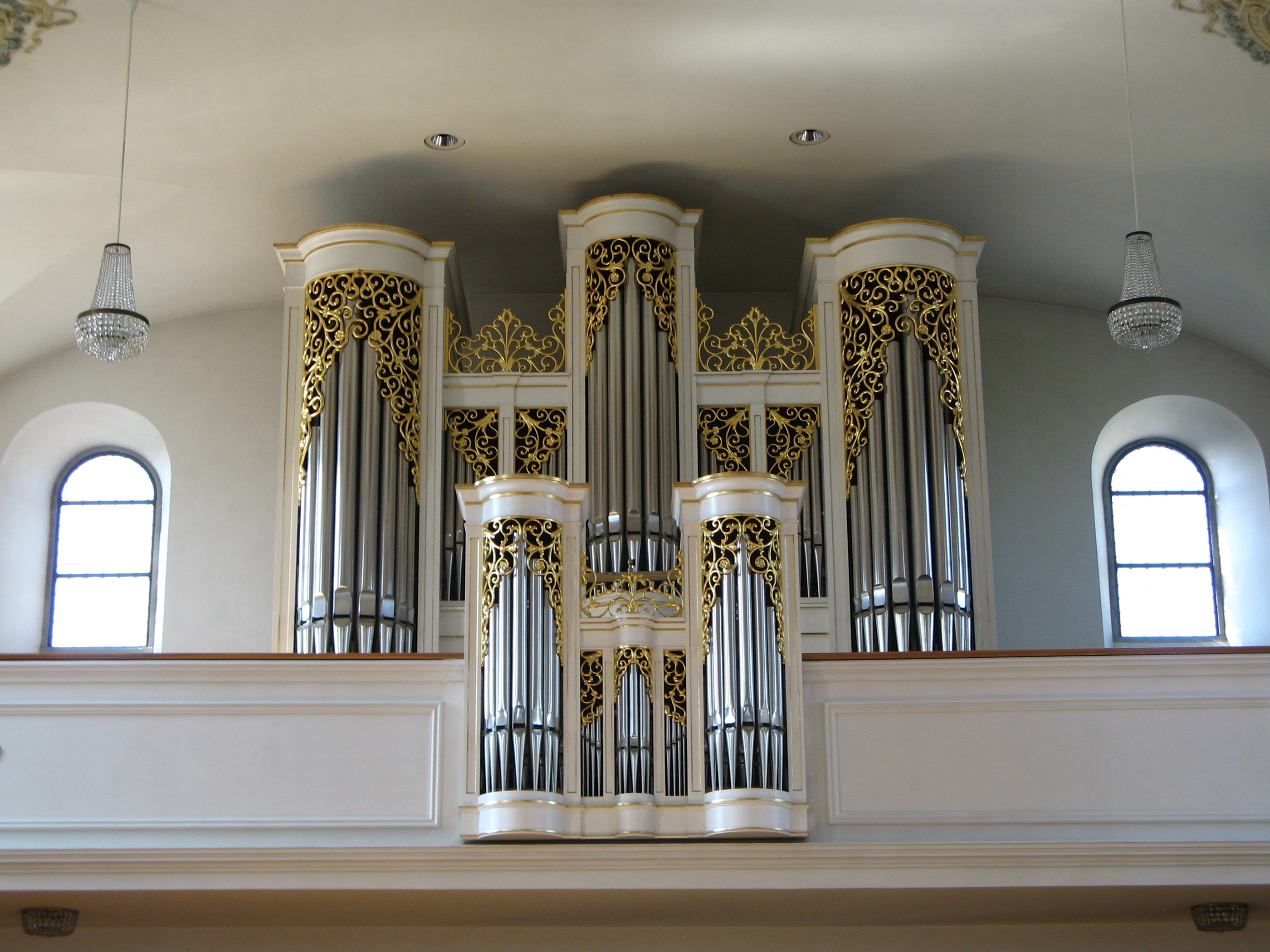
Empore mit Orgel

Die Kirchgemeinde Sins besteht seit mindestens 1245, wohingegen die erste Erwähnung des Patroziniums der Muttergottes ins Jahr 1336 zurückreicht. Kollator war zu Beginn im Besitz der Grafen von Thierstein, 1422 gelangte er an das Kloster Engelberg. Mönche aus Engelberg betreuten von 1521 bis 1849 die Pfarrei, die Kollatur traten sie 1866 ab. In den ersten Jahrhunderten war die Pfarrei Sins noch bedeutend grösser als heute: Auw spaltete sich 1638 ab, 1748 folgte Abtwil und 1878 schliesslich auch Mühlau.
1493 entstand ein Neubau, von dem das Sakramentshäuschen erhalten geblieben ist. Im Jahr 1600 wurde die Kirche umgebaut und vergrössert. Ein Baumeister namens Rinderli erhöhte 1628 den Kirchturm um zwei Stockwerke, zehn Jahre später musste er nach Blitzschlag repariert werden. Während des Zweiten Villmergerkriegs kam es am 20. Juli 1712 zum Gefecht von Sins: Zurückweichende Truppen aus dem reformierten Bern zogen sich hinter die Mauern des Kirchhügels zurück und verteidigten sich gegen die katholischen Innerschweizer. Zuletzt verschanzten sich zahlreiche Berner in der Kirche, bis sie überwältigt wurden. Das Gefecht forderte 100 Tote auf Berner und 400 Tote auf Innerschweizer Seite.
Im Winter 1744/45 waren die Kirchgenossen und das Kloster Engelberg unterschiedlicher Auffassung, ob die Kirche baufällig sei, woraufhin vier verschiedene Werkmeister Gutachten erstellten. Drei von ihnen empfahlen einen Neubau. Den Auftrag für den Bau des Kirchenschiffs erhielt Maurermeister Paul Rey aus Muri, während Niklaus Hurschler aus Engelberg für den Chor verantwortlich war. 1748 waren die Bauarbeiten abgeschlossen, die Kirchweihe fand aber erst 1753 statt. Baumeister Franz Joseph Rey aus Muri verlängerte 1795 die Kirche um ein Joch nach Westen. 1829 erhielt die Kirche aus Anlass der Überführung einer Reliquie des Katakombenheiligen Felix neue Altäre und eine neue Kanzel.
Innenrenovationen fanden 1869–1871 und 1906 statt, 1907 wurde ein neuer Hochaltar eingeweiht. Zwischen 1964 und 1967 erfolgte eine umfassende Aussen- und Innenrenovation; dabei wurden die Sakristei erweitert und eine neue Orgelempore errichtet. Eine weitere Aussenrenovation fand zwischen 1997 und 1999 statt.

## Bauwerk
Die barocke Saalkirche besitzt ein Langhaus von fünf Achsen Länge unter einem Satteldach. Am östlichen Ende erhebt sich ein kleiner Dachreiter. Der eingezogene Chor teilt mit dem Langhaus die Trauflinie und nicht wie sonst üblich die Firstlinie. Südlich an den Chor grenzt die Sakristei mit Pultdach. Das Hauptportal mit feingliedrigem Rahmenprofil wird von einer Vorhalle geschützt, deren drei Kreuzgratgewölbe auf vier toskanischen Säulen und vier Pilastern ruhen. In der Giebelnische der Westfassade steht eine steinerne Muttergottesstatue. Gurtgesimse unterteilen den Kirchturm an der Nordseite des Chors in fünf Stockwerke; vier Rundbogenfenster mit vierteiligem Masserk zieren das Glockengeschoss. Darüber umgeben vier Uhrengiebel den achtseitigen Spitzhelm. 1876 fertigte die Aarauer Giesserei H. Rüetschi die sechs Glocken.
Im Innern gliedern kannelierte korinthische Pilasterpaare den Saal in fünf Joche; die Pilaster tragen auch das überflache Tonnengewölbe. An beiden Seiten des Saales befinden sich je fünf Stichbogenfenster. Die Decke von Schiff und Chor sind mit Stuckaturen eines unbekannten Künstlers verziert. Von Josef Anton Mesmer stammen die Deckenbilder. Sie stellen die Anbetung der Könige, die Einsetzung des Abendmahls und die Anbetung der Hirten dar. Die Altäre bestehen aus schwarzem und grauem Stuckmarmor mit Vergoldungen. Der von den Brüdern Michael und Jodok Huttle gefertigte Hochaltar wird von Figuren der Apostel Petrus und Paulus flankiert, die als bedeutendste Beispiele klassizistischer Altarskulptur im Freiamt gelten. In den Ecken des Langhauses stehen zwei Seitenaltäre. Der Taufstein besteht aus weissem Marmor.